# Natuurbouwproject aan de Bovendijk te Wilnis

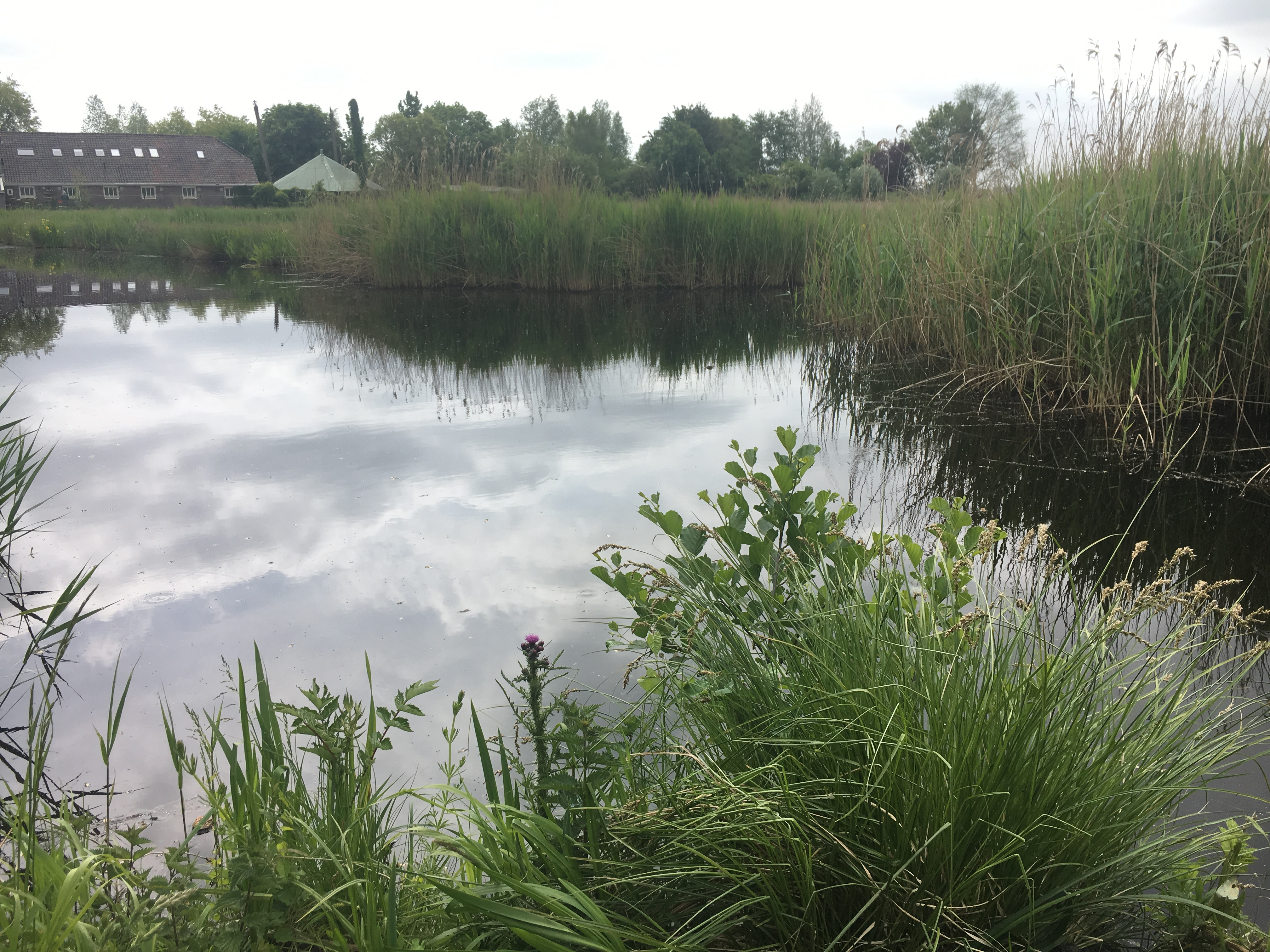
Bovenlanden landschap

Stichting de Bovenlanden is een organisatie voor landschapsbehoud door natuurbeheer. Zij beheert kleine gebiedjes van 1 tot 5 hectare groot. De doelstelling is het behoud van kenmerkende landschapselementen. Een van deze gebieden is het "Natuurbouwproject" aan de Bovendijk. Dit terrein is 4 hectare groot, ligt ongeveer 1,80 m onder zeeniveau en is een veenweidegebied. Het bestuur bestaat uit vrijwilligers.

## Geschiedenis
Stichting de Bovenlanden is in 1985 opgericht als initiatief van de Milieuvereniging Leefbaar Mijdrecht-Wilnis en de Hengelsportvereniging Wilnis. Het gebied rondom De Ronde Venen, waar Wilnis onderdeel van is, bestaat o.a. uit afgegraven polders van ongeveer 6 meter onder N.A.P. en niet afgegraven stukken land die ongeveer 1 meter 80 onder N.A.P. liggen. Dit hoogteverschil van ongeveer 4 meter is de reden dat men dit gebied het bovenland noemt. De stichting ontleent zijn naam hieraan.
Voor het jaar 1000 bestond westelijk Nederland voor een groot deel uit moerassen waar rivieren doorheen stroomden. Op verschillende locaties kon zich hoogveen ontwikkelen. Toen hier later mensen gingen wonen, werd het hoogveen afgegraven voor turf, wat vroeger een belangrijke brandstof was, en rivierklei die gebruikt werd om dijken te verstevigen. Door het afgraven ontstonden grote putten in het landschap die volliepen met water. De boten die de turf naar Amsterdam en Utrecht vervoerden, namen op de terugweg afval mee om het afgegraven deel weer wat op te hogen.
Later kwam de vraag hoe gevaarlijk dit afval was voor de algemene gezondheid van mens en dier, aangezien er ook zware metalen in zaten. De zware metalen binden goed aan het veen waardoor de koeien het niet opnemen. Er komen dus geen giftige stoffen in de melkproducten van de koeien die op dit gebied grazen. Veel van deze plassen zijn later ingepolderd. De reden dat de Bovenlanden niet zijn afgegraven heeft te maken met de ligging. Doordat dit gebied zo dicht bij de rivier lag, zat er veel klei in het veen. Daardoor werd het veen ongeschikt als brandstof.
Tegenwoordig worden de bovenlanden gekenmerkt door sloten met rietzoomen, griefhoutbosjes en dijken. De veenweides worden begraasd door koeien en schapen. Doordat de boeren hun koeien in dit gebied lieten grazen, werd de bodem sterk bemest. Dit stimuleerde de groei van grassen die snel in de hoogte groeien. Met het afgraven van veen en klei verdween de vruchtbare toplaag. Dit zorgde voor een nattere en arme bodem (nat en schraal landschap). Kleinere plantensoorten kregen nu de kans om ook te groeien, waardoor de biodiversiteit toenam. Weidevogels gebruiken het landschap om te broeden. Verschillende vogelaars houden tellingen en overleggen met Stichting de Bovenlanden over wanneer er wel en niet gemaaid kan worden. Vanaf de jaren 60 zijn de bovenlanden ingrijpend veranderd. Dit kwam door het regelmatig veranderen van eigenaar van de grondgebieden, woningbouw, intensiever grondgebruik en grotere bedrijfsvoering en de aanleg van meer wegen en recreatiegebieden. Dit alles vormt een bedreiging voor het landschap en de biodiversiteit.
Vroeger hadden de boeren geriefhoutbosjes, het hout werd gekapt en gebruikt voor verschillende doeleinden. Deze bosjes boden variatie in het landschap. Tegenwoordig zijn er steeds minder van dit soort bosjes. Daarom heeft de stichting zelf een bosje in onderhoud, gelegen op een eiland naast een kleiput. De bomen worden weleens te hoog en trekken dan het eiland kapot. In de winter worden de bomen daarom geknot. Tegenwoordig is het geriefhout niet meer nodig waardoor deze bosjes verdwijnen en het landschap een belangrijk element verliest. Oude legakkers en onbemeste hooilanden verdwijnen ook terwijl het juist dit soort voedselarme gronden zijn waar kleine plantjes de kans krijgen om te groeien. Het verdwijnen van deze gronden zorgt dus voor een nog verdere afname van de biodiversiteit. Het doel van de stichting is dan ook het behouden van het landschap. Dit doen ze door terreinen met kenmerkende landschapselementen aan te kopen of te pachten zodat ze het actief kunnen beheren. Gebieden in het beheer van Stichting de Bovenlanden:
- Landschaps- en natuurbouwproject aan de Bovendijk, Wilnis
- Kleiputten en aangrenzend weiland langs de Bovendijk, Wilnis
- Natuurstrook aan het Molenland, Wilnis
- Voormalig recreatieterrein Voorn aan de Kromme Mijdrecht
- Voormalig recreatieterrein Snoek aan de Kromme Mijdrecht
- Landje van Herman voedselarm grasland met bosje aan de Wilnisse Zuwe
- Legakkers in het Gagelgebied, Wilnis
- Bosje van Floor, gelegen aan de Veldhuisweg, Vinkeveen
- Het Veenwater aan de Hogedijk in De Hoef

Kleine gebieden zoals deze worden niet door grote organisaties onderhouden omdat het relatief veel werk met zich meebrengt.
Het landschaps- en natuurbouwproject aan de Bovendijk is in 1986 opgezet, kort na de oprichting van Stichting de Bovenlanden.

## Ontstaan van het gebied en ontwikkelingen
Het gebied bestaat uit veenweidelandschap en heeft als belangrijkste kenmerken veel weiden en vaak dichte netwerken van sloten, omdat het er heel nat is. De sloten dienen voor goede afwatering. In veengebied is vaak ook open water.
Stichting de Bovenlanden werkt aan meerdere natuurterreinen, in eigendom of in beheer. Natuurbouwproject aan de Bovendijk te Wilnis is samen met de Kleiput aan de Bovendijk opgezet om een aantal landschapselementen in Nederland te behouden die kenmerkend zijn voor het veenweidelandschap. Dit zijn kenmerken als verschillende soorten graslanden zoals natte hooilanden en hooi moerassen, brede sloten, geriefhoutbosjes en klei- en veenputten. Ook is veengrond erg voedsel en nutrient arm. Omdat er een toename is in ontwikkeling in landbouw in Nederland, zijn een paar van deze landschapselementen bijna verdwenen.
De hoofddoelen van de Bovenlanden in de Bovendijk worden gesteld door het algemene beheer. Een aantal landschapselementen moeten van dit beheer worden gerealiseerd in de Bovendijk.
- Er moeten verschillende soorten grasland zijn, dit kunnen vochtige tot natte hooiweiden zijn.
- Er moet ook lage moerasvegetatie zijn (laagveen) (hooi moeras).
- Er moet een loofbosje met struweel/ruigte zijn, deze moet ook vochtig tot nat zijn.
- Als laatste moet er open water met oevers en verlanding zijn (de kleiput).

De ontwikkelingen binnen het gebied worden goed bijgehouden. Ieder jaar wordt het gebied geïnventariseerd door leden van de IVN-De Ronde Venen en Uithoorn (1). Zij gebruiken dan de Tansley-methode waarbij de volgende schaal wordt gebruikt:
| getal | omschrijving                              | aantal exemplaren |
| 1     | sporadisch                                | 1-3 ex.           |
| 2     | zeldzaam                                  | 4-10 ex.          |
| 3     | schaars, hier en daar                     | 10-20 ex.         |
| 4     | plaatselijk talrijk                       | 20-100 ex.        |
| 5     | talrijk, regelmatig verspreid             | 20-100 ex.        |
| 6     | plaatselijk zeer talrijk                  | meer dan 100 ex.  |
| 7     | zeer talrijk, regelmatig verspreid        | meer dan 100 ex.  |
| 8     | soort domineerd, samen met andere soorten |                   |
| 9     | soort domineerd                           | bedekking >50%    |

Uit deze inventaris is gebleken dat pioniersoorten zijn afgenomen sinds het ontstaan van het gebied. Plantensoorten die op voedselarme, vochtige bodems voorkomen hebben zich er gevestigd, met daartussen een aantal zeldzame soorten.

## Beheer

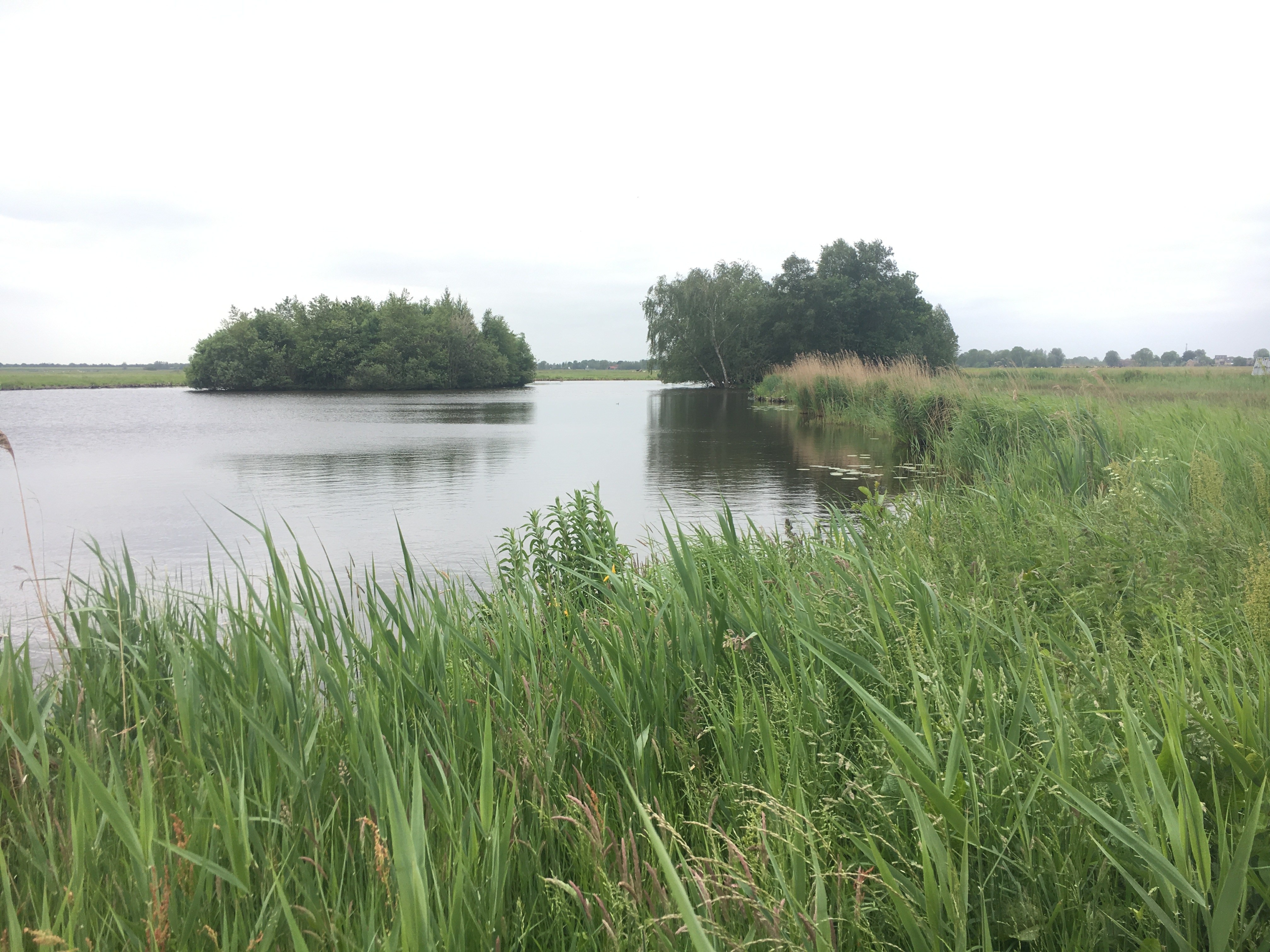
Kleiput

De intensieve manier waarop de gebieden worden onderhouden kan niet door Staatsbosbeheer of Natuurmonumenten gedaan worden. Het beheer wordt uitgevoerd door vrijwilligers. Om een goed veenlandschap te creëren zijn een aantal verschillende maatregelen getroffen. Medewerkers van de Universiteit Wageningen hebben een inrichtingsplan opgesteld. Aan de hand van dit plan is het terrein in 1987-1988 ingericht. Zo is o.a. de hoogte van het terrein bepaald, alsmede een plek waar regenwater blijft staan en een plek waar oppervlaktewater uit de omgeving het terrein op stroomt. De eerste werkzaamheden die werden verricht, waren het afgraven van de oude teeltlaag en het gedeeltelijk ontgronden van het gebied. De ontgronding werd op zo'n manier uitgevoerd dat de grond niet geroerd en verdicht werd.
De stichting werd de eerste jaren begeleid door de universiteitsmedewerker en ook nu nog is er sporadisch contact.
Door tweemaal per jaar te maaien en het maaisel af te voeren, is de voedselrijkdom afgenomen en is de plantendiversiteit sterk toegenomen. Deze werkzaamheden kunnen niet met zware machines worden gedaan om te voorkomen dat de grondlaag zich verdicht en zakt. Afvoer van het maaisel wordt handmatig gedaan.
Door het peilbeheer voor de omliggende agrarische gebieden werd het noodzakelijk het waterpeil van het terrein te verhogen. Daartoe zijn dammen aangebracht en een windmolen geplaatst om water op te pompen. Bij de inrichting van het omliggende gebied als natuurterrein "Wilnisse Bovenlanden" is ervan uitgegaan dat het natuurbouwproject mee kon gaan met een nieuw peilbeheer. Daarbij is de windmolen verwijderd. Dit bleek voorbarig omdat de instelling van een nieuw peil sterk is vertraagd. Daardoor werd het noodzakelijk een noodvoorziening aan te brengen. Zo wordt nu water opgepompt met een door zonnecellen aangedreven waterpomp.

## Noemenswaardige plantensoorten

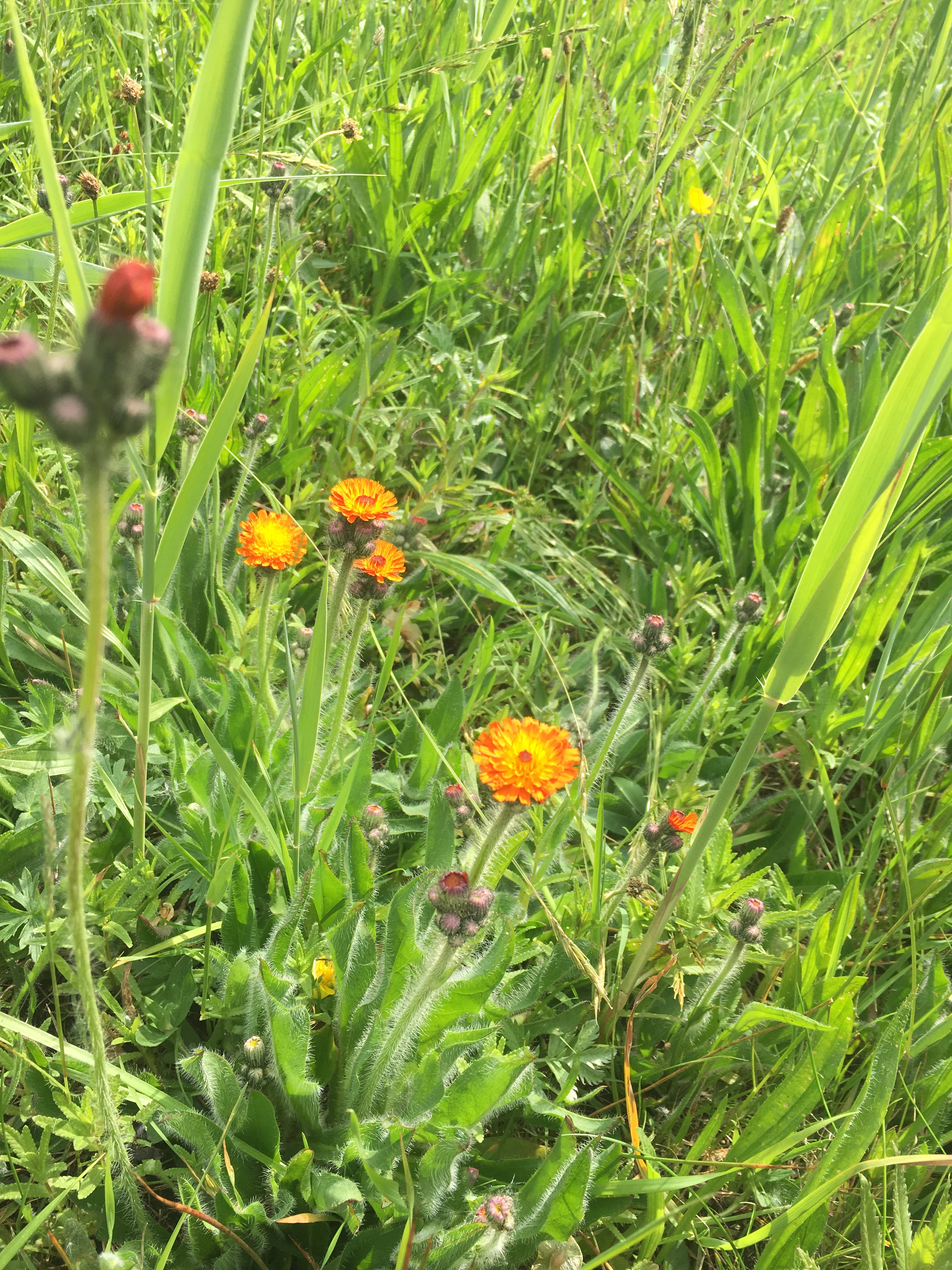
Oranje havikskruid

In het natuurgebied de Bovendijk zijn ongeveer 100 verschillende soorten planten te vinden. 

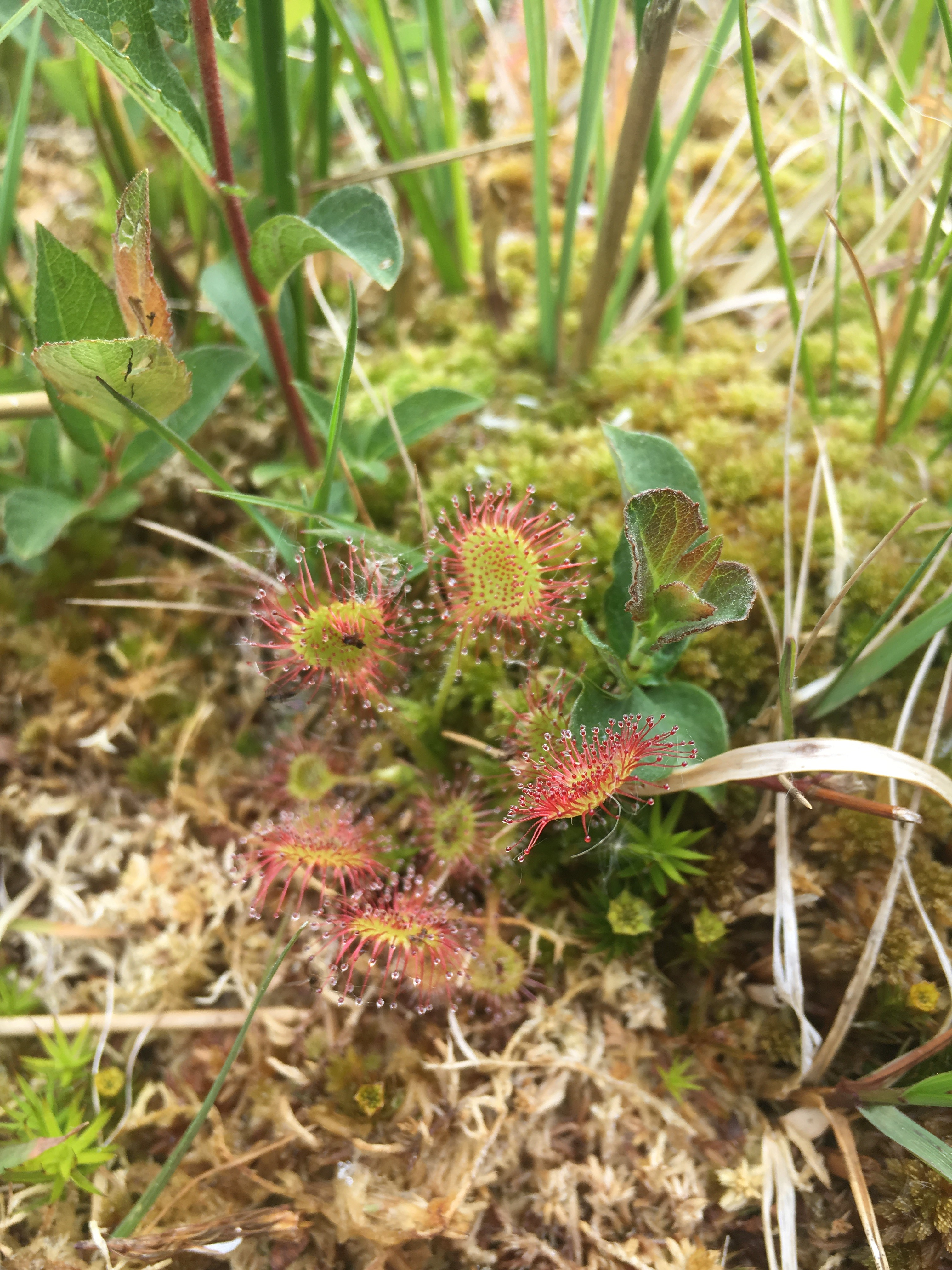
Zonnedauw

Ongeveer eens in de twee jaar tellen vrijwilligers alle soorten. Hiervoor wordt de Tansley-methode gebruikt. Ook wordt er elk jaar eenzelfde stukje vierkante meters geïnventariseerd om de ontwikkelingen vast te leggen. 
In het natuurgebied is het waterpeil op meerdere manieren omhoog gebracht zodat de groenknolorchidee hier zou komen te groeien. 
De egelboterbloem, die in Nederland erg weinig voorkomt, komt in de Bovendijk al jarenlang veel voor, met ongeveer 100 individuen. De ‘gewone’ scherpe boterbloem, die wel veel voorkomt in Nederland, komt ook in dit gebied voor, maar in verhouding veel minder. Daarnaast groeit er ook veenmos, een soort die op de rode lijst staat. Ook is er zonnedauw, een vleesetende plant die ook op zeer weinig plekken in Nederland groeit. Het kan hier op de matig voedingsrijke bodem groeien, omdat deze plant zich ook voedt met insecten. 
Verder groeit er oranje havikskruid, een toegestane exoot. Normaal gesproken overwoekert oranje havikskruid andere planten, maar omdat in dit gebied de bodem niet voedingsrijk is zal dat niet gebeuren. Ook komen er veel soorten zegge voor. De blauwe zegge, geelgroene zegge, en dwergzegge zijn de meest voorkomende. 
Naast alle aanwezige soorten willen de beheerders graag nog de wateraardbei in het gebied zien. De wateraardbei is een plant die veel in veengebieden voorkomt, maar dus niet in dit gebied, ook al is het gebied in principe perfect voor de wateraardbei om te groeien.